# Sericocoma leucoclada
Sericocoma leucoclada är en amarantväxtart som beskrevs av Lopr. Sericocoma leucoclada ingår i släktet Sericocoma och familjen amarantväxter. Inga underarter finns listade i Catalogue of Life.